# Скупштина општине (Србија)
Скупштина општине је највиши орган општине који врши основне функције локалне власти, утврђене Уставом, законом и статутом. Скупштина општине се сматра конституисаном избором председника скупштине и постављењем секретара скупштине.
Скупштина општине одлучује ако седници присуствује већина од укупног броја одборника. Одлуке се доносе већином гласова присутних одборника, уколико законом или статутом није друкчије одређено. О доношењу статута, буџета, просторних и урбанистичких планова одлучује се већином гласова од укупног броја одборника.

## Надлежности
Скупштина општине, у складу са законом:
- доноси статут општине и пословник скупштине
- доноси буџет и завршни рачун општине
- утврђује стопе изворних прихода општине, као и начин и мерила за одређивање висине локалних такси и накнада
- доноси програм развоја општине и појединих делатности
- доноси просторни и урбанистички план општине и програме уређивања грађевинског земљишта
- доноси прописе и друге опште акте
- бира и разрешава локалног омбудсмана
- расписује општински референдум и референдум на делу територије општине, изјашњава се о предлозима садржаним у грађанској иницијативи и утврђује предлог одлуке о самодоприносу
- оснива службе, јавна предузећа, установе и организације, утврђене статутом општине и врши надзор над њиховим радом
- именује и разрешава управни и надзорни одбор, именује и разрешава директоре јавних предузећа, установа, организација и служби, чији је оснивач и даје сагласност на њихове статуте, у складу са законом
- бира и разрешава председника скупштине и заменика председника скупштине
- поставља и разрешава секретара скупштине
- бира и разрешава председника општине и, на предлог председника општине, бира заменика председника општине и чланове општинског већа
- утврђује општинске таксе и друге локалне приходе који општини припадају по закону
- утврђује накнаду за уређивање  грађевинског земљишта
- доноси акт о јавном задуживању општине, у складу са законом којим се уређује јавни дуг
- прописује радно време угоститељских, трговинских и занатских објеката
- даје мишљење о републичком, покрајинском и регионалном просторном плану
- даје мишљење о законима којима се уређују питања од интереса за локалну самоуправу
- даје сагласност на употребу имена, грба и другог обележја општине
- обавља и друге послове утврђене законом и статутом

## Избор и права одборника скупштине
Скупштину општине чине одборници, које бирају грађани на непосредним изборима, тајним гласањем, у складу са законом и статутом општине. Број одборника у скупштини општине утврђује се статутом општине, с тим што не може бити мањи од 19, ни већи од 75.
Одборници се бирају на четири године. Одборник не може бити запослени у општинској управи и лице које именује, односно поставља скупштина општине. Ако запослени у општинској управи буде изабран за одборника, права и обавезе по основу рада мирују му док траје његов одборнички мандат. Даном потврђивања одборничког мандата лицима које је именовала, односно поставила скупштина јединице локалне самоуправе, престаје функција на коју су именовани, односно постављени. Прописи којима се уређује спречавање сукоба интереса при вршењу јавних функција, не искључују примену одредаба овог закона о пословима који су одређени као неспојиви са функцијом одборника скупштине општине.
Одборник има право на заштиту мандата, укључујући и судску заштиту, која се остварује сходном применом закона којим се уређује заштита изборног права у изборном поступку. Одборник не може бити позван на кривичну одговорност, притворен или кажњен због изнетог мишљења или давања гласа на седници скупштине и радних тела.

## Председник и заменик председника скупштине општине
Скупштина општине има председника скупштине. Председник скупштине организује рад скупштине општине, сазива и председава њеним седницама и обавља друге послове утврђене законом и статутом општине. Председник скупштине, на предлог најмање 1/3 одборника, бира се из реда одборника, на време од четири године, тајним гласањем, већином гласова од укупног броја одборника скупштине општине. Председник скупштине може бити на сталном раду у општини.
Председник скупштине може бити разрешен и пре истека времена за које је изабран, на исти начин на који је биран.
Председник скупштине има заменика који га замењује у случају његове одсутности и спречености да обавља своју дужност. Заменик председника скупштине бира се и разрешава на исти начин као и председник скупштине. Ако заменику председника скупштине мирују права из радног односа услед избора на ту функцију, заменик председника скупштине може бити на сталном раду у општини.

## Секретар скупштине општине
Скупштина општине има секретара који се стара о обављању стручних послова у вези са сазивањем и одржавањем седница скупштине и њених радних тела и руководи административним пословима везаним за њихов рад. Секретар скупштине се поставља на предлог председника скупштине на мандат од четири године и може бити поново постављен. Скупштина општине може разрешити секретара и пре истека мандата, на предлог председника скупштине.
Секретар може имати заменика који га замењује у случају његове одсутности. Заменик секретара скупштине општине поставља се и разрешава на исти начин и под истим условима као и секретар.
За секретара скупштине општине може бити постављено лице које:
- има стечено високо образовање из научне области правне науке на основним академским студијама у обиму од најмање 240 ЕСПБ бодова, мастер академским студијама, специјалистичким академским студијама, специјалистичким струковним студијама, односно на основним студијама у трајању од најмање четири године или специјалистичким студијама на факултету
- има положени стручни испит за рад у органима управе
- има радно искуство најмање три године